# Onitis nubiensis
Onitis nubiensis là một loài bọ cánh cứng trong họ Bọ hung (Scarabaeidae).